# خبازة تورنفور
خبازة تورنفور (الاسم العلمي: Malva tournefortiana ) هي نوع نباتي يتبع جنس الخبازة من الفصيلة الخبازية.  
سميت تكريما لعالم النبات الفرنسي جوزف بيتون دو تورنفور.

## الموئل والانتشار
موطنها المغرب العربي وجنوب غرب أوروبا وبعض مناطق البلقان.